# Thetidia serraria
Thetidia serraria là một loài bướm đêm trong họ Geometridae.